# Hadena castriota
Hadena castriota là một loài bướm đêm trong họ Noctuidae.